# Corrido (música)
Corrido é um gênero musical mexicano desenvolvida no século XVIII. As canções podem lidar com questões políticas, eventos históricos e relacionamentos. O corrido desempenhou um importante papel na história do México como uma fonte de informação sobre os movimentos, vitórias e derrotas da revolução. O corrido têm evoluído muito, hoje em dia existem diferentes subgêneros, por exemplo o narcocorrido. 
Este subgênero retrata o poder de cartéis e as guerras entre os grupos de narcotraficantes do México. Exemplo de narcocorrido consiste no grupo Los Cuates de Sinaloa, que ganhou notoriedade nos Estados Unidos com a introdução da música "Negro y Azul" na trilha sonora seriado Breaking Bad, e no Brasil com «La Reina del Sur», com Kate del Castillo.
Cabe também observar que o Chile adotou elementos do corrido, que já fazem parte do seu folclore e são ouvidos principalmente em áreas rurais do sul.
No Brasil, o gênero influenciou cantores de música sertaneja na década de 1970, como a dupla  Milionário e José Rico.

## Notáveis cantores de corrido
| - Concha Michel - Los Cadetes de Linares - Chalino Sánchez - Ramon Ayala - Roberto Tapia - Los Tigres del Norte | - Cipriano Vigil - José Alfredo Jiménez - Beto Quintanilla - Los Tucanes de Tijuana - Martin Castillo - Gerardo Ortiz - Xavier Vaquera |

Canções famosas de narcocorrido
- "Negro y Azul" de Los Cuates de Sinaloa
- "Hombre de Negocios" de Tucanes de Tijuana

### Canções brasileiras de corrido
- "O Tropeiro" de Milionário e José Rico